# Калинковичі

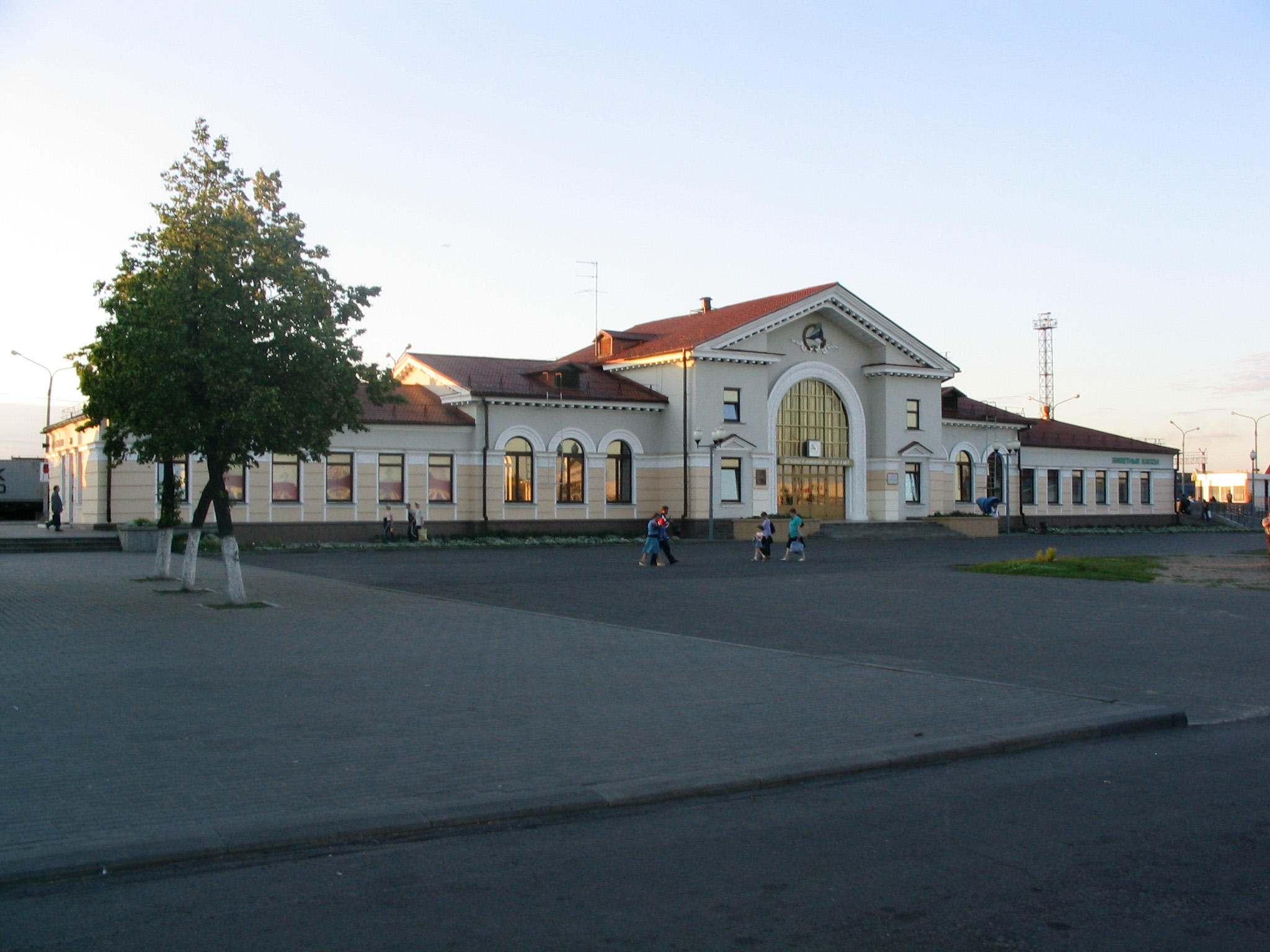
Залізничний вокзал

Кали́нковичі (біл. Калінкавічы, біл. тарашк. Каленкавічы) — місто Гомельської області на південному сході Білорусі. Центр Калинковицького району. Місто Калинковичі знаходиться за 122 км на південно-захід від Гомеля. До Мінська — 275 км. Вузол залізниць на Гомель, Жлобин, Берестя, Овруч. Автошляхами сполучений з обласним центром, Житковичами, Овручем.

## Історія
Вперше згадуються в 1560 році як село Каленковичі Мозирського повіту Великого князівства Литовського. У середині XVIII століття нараховували 25 будинків, були центром парафії (релігійної округи).
Після другого поділу Речі Посполитої в 1793 році стали містечком в 36 дворів зі 116 душами чоловічої статі у Речіцькому повіті, яке належало князю Шаховському. У 1805 році воно відійшло в царську казну, в 1866 році тут налічувалося 100 дворів. З 1882 року Калинковичі — залізнична станція, в 1916 році стали важливим транспортним вузлом.
З 1925 року це селище міського типу, яке швидко зростало: в 1939 році вже було безліч промислових майстерень, закладів освіти і культури, видавалася районна газета, проживало близько 10 тис. меш.
У роки фашистської окупації в Калинковичах діяла підпільна організація «Смугнар», молодіжний опір. Звільняючи місто загинули 853 воїна Білоруського фронту, з них 9 Героїв Радянського Союзу.
В 1961 році у місті був знайдений монетний скарб XVII ст. Це одна з найбільших знахідок мідяних солідов. З 1963 року місто в обласному підпорядкуванні. У сучасних Калинковичах основні вулиці забудовані 2-5 — та 9-поверховими будинками. Створені 3 мікрорайони. Працюють заводи залізобетонних виробів, ремонтно-механічний, побутової хімії, меблева фабрика, м'ясокомбінат, плодоконсервний і комбінат хлібопродуктів та інші підприємства, вузли зв'язку, поліклініки, лікарні.

## Соціальна галузь
Із закладів освіти — Поліський аграрний коледж, ГПТУ, 9 середніх, музична, спортивні школи, школа мистецтв, Будинок культури, бібліотеки, краєзнавчий музей. Є братські могили радянських воїнів і партизан, жертв фашизму. Споруджені пам'ятники Визволення, льотчикам, танкістам, партизанам і підпільникам, воїнам-інтернаціоналістам, меморіальна Алея героїв. Видається газета «Калінковічскіе новини».

## Персоналії
Калинковичі — батьківщина письменників В. Козько, Е. Сергіевіча, заслуженого діяча мистецтв К. Козелко, польської революціонерки Марії Софії Онуфрович-Плоскої та американської акторки Кетрін Локк.